# Casino de Villa Boncompagni Ludovisi

El Casino de Villa Boncompagni Ludovisi es un edificio histórico del antiguo dominio Villa Ludovisi, Rione Ludovisi, Roma, Italia. 
Se conoce como Villa Aurora o Casino dell'Aurora, por el fresco de Guercino en la sala de recepción principal, que representa a la diosa del mismo nombre.

## Historia

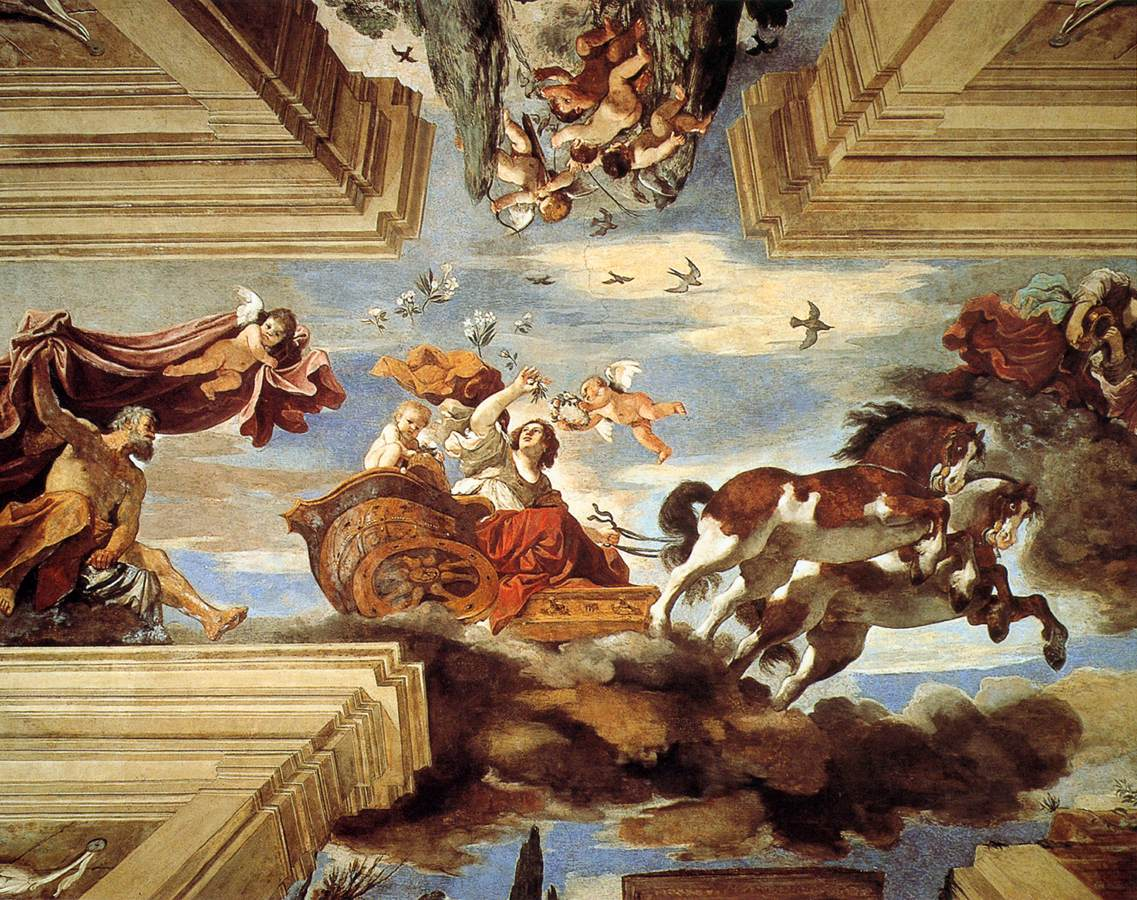
Aurora (1621) de Guercino, por la que a menudo se hace referencia a la villa, en el salón de recepción principal

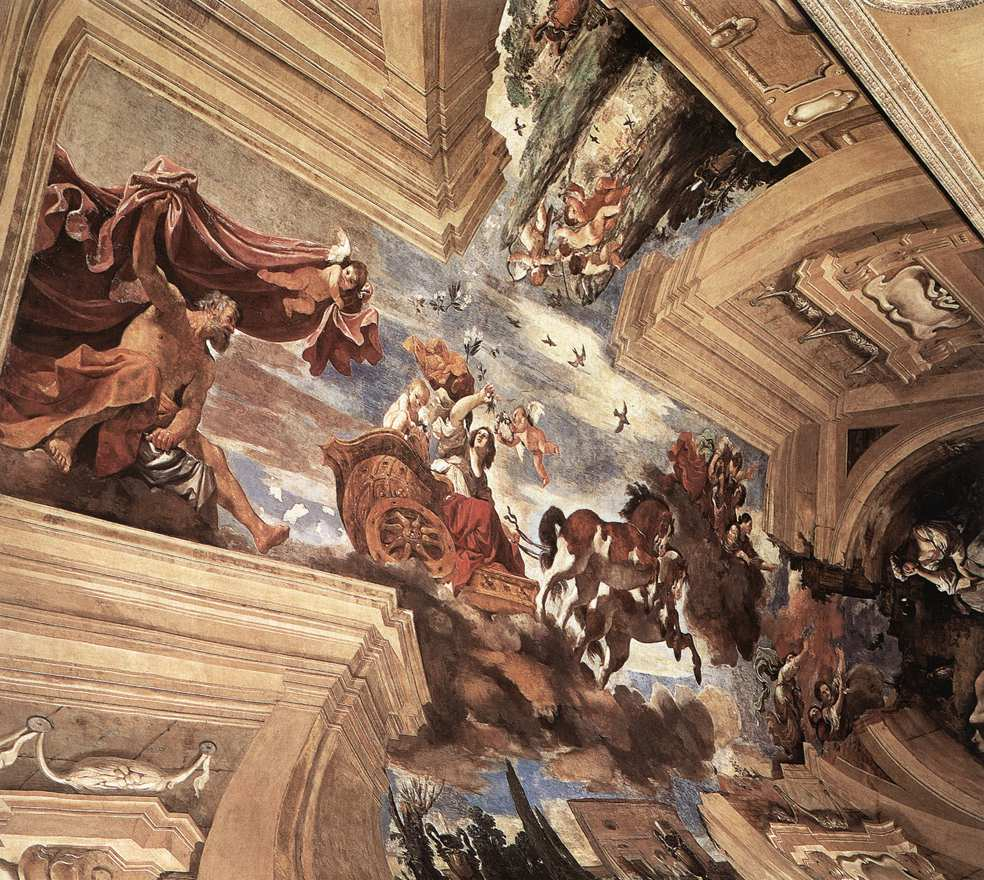
Vista alternativa de Aurora

Representa el único vestigio de un retiro suburbano mucho más grande establecido en el siglo XVI por el cardenal Francesco Maria Del Monte (1549-1627). El Cardenal fue un diplomático, intelectual, conocedor de arte y coleccionista, protector y mecenas de figuras famosas como Galileo Galilei y Caravaggio. Una de las salas más pequeñas del Casino cuenta con la única pintura jamás realizada por Caravaggio en un techo, Júpiter, Neptuno y Plutón (c. 1597), que refleja, en imaginería simbólica derivada de la mitología clásica, otro de los intereses del cardenal: la Alquimia.
En 1621, del Monte vendió la villa y sus extensos terrenos a Ludovico Ludovisi, cuyo tío Alessandro Ludovisi había asumido el papado a principios de ese año como Papa Gregorio XV y nombró cardenal a su sobrino el día después de su coronación, a la edad de 25 años. El cardenal amplió la propiedad hasta crear un parque entre Porta Pinciana, Porta Salaria y el convento de Sant'Isidoro, cuyos edificios fueron diseñados por Domenichino, con jardines (supuestamente diseñados por André Le Nôtre)., del cual Henry James escribió en Retrato de lugares (1883):
"Ciertamente no hay nada mejor en Roma, y quizás nada tan bello... En su interior hay de todo: avenidas oscuras modeladas durante siglos con tijeras, valles, claros, arboledas..."
Los príncipes Boncompagni-Ludovisi, herederos de la célebre propiedad y de sus vastas colecciones, la subdividieron y vendieron en 1883. El distrito romano de Ludovisi se construyó en el terreno donde antes estaba el parque y lleva el escudo de armas de la familia. De los edificios históricos de la villa, sólo quedan el Casino y la fachada y la escalera del antiguo Palacio Grande, este último ahora escondido detrás de lo que se convirtió en el Palacio Margherita del siglo XIX después de que fuera adquirido por el Estado italiano como residencia de la Reina. consorte de Italia, Margarita de Saboya. Ahora alberga la embajada de Estados Unidos. Mientras tanto, los 2,2 metros cuadrados (2,6 yd²) de Villa Aurora y una pequeña parcela de tierra quedaron en posesión de la familia Ludovisi. Además de las obras de Caravaggio y Guercino, contiene importantes obras de arte de Pomarancio, Miguel Ángel y una colección de artefactos romanos y griegos. Rodeado de altos muros, ocasionalmente se abría al público una vez al mes o previa solicitud por escrito.